# الاتحاد الدولي للخماسي الحديث
 The Union Internationale de Pentathlon Moderne ((بالإنجليزية: International Modern Pentathlon Union)‏)، والمعروف من قبل اختصار UIPM، كانت الهيئة الدولية لل خماسى الحديث منذ تأسيسه في لندن في عام 1948. يقع مقرها الرئيسي في مونت كارلو، موناكو ولديها 115 عضوًا في الاتحاد الوطني . تم تقديم الخماسي الحديث في الأولمبياد الخامس في ستوكهولم (السويد) في عام 1912، والذي يضم الرياضات المعاصرة للرماية بالمسدس والمبارزة والسباحة وركوب الخيل والجري، والتي احتضنت روح نظيرتها القديمة.
تحكم UIPM أيضًا الرياضات متعددة التخصصات مثل Laser Run و Tetrathlon و Biathle و Triathle و World Schools Biathlon ، والتي تم إنشاؤها كرياضات تنموية تهدف إلى زيادة معدلات المشاركة العالمية في رياضات UIPM وتقديم المزيد من الرياضيين إلى الخماسي الحديث. UIPM عضو في اللجنة الأولمبية الدولية (IOC)، والمنظمة العالمية للاتحادات الرياضية الدولية (GAISF) واتحاد الرياضة الجامعية الدولية (FISU)، ومنذ انضمامها إلى اللجنة البارالمبية الدولية، قامت بتشغيل برنامج رياضي شبه رياضي .

## التاريخ

### الألعاب الأولمبية اليونانية الخماسية
تم تقديم الخماسي (الذي يتكون من الجري بطول الملعب، والقفز، ورمي الرمح، ورمي القرص والمصارعة) لأول مرة في الأولمبياد الثامن عشر في عام 708 قبل الميلاد وشغل مكانة ذات أهمية فريدة في الألعاب. كان يعتبر بمثابة الذروة، حيث تم تصنيف الفائز على أنه «فيكتور لودوروم». شارك مؤسس الألعاب الأولمبية الحديثة، البارون بيير دي كوبرتان، الإعجاب بالخماسي القديم، ومن عام 1909 حاول إعادة تقديم الحدث في البرنامج الأولمبي. جاءت لحظة البنتثلون بعد ذلك بعامين في الدورة الرابعة عشرة للجنة الأولمبية الدولية (IOC) في بودابست (HUN) عندما، كما قال البارون: «الروح القدس للرياضة أضاء زملائي وقبلوا المنافسة التي أوليها أهمية كبيرة».

### الخماسي الحديث
تم تقديم الخماسي الحديث في الأولمبياد الخامس في ستوكهولم (السويد) عام 1912، والذي يضم الرياضات المعاصرة للرماية بالمسدس والمبارزة والسباحة والفروسية والجري، والتي احتضنت روح نظيرتها القديمة. كان يعتقد دي كوبرتان أن هذا الحدث، قبل كل شيء آخر، هو الذي «يختبر الصفات الأخلاقية للرجل بقدر موارده البدنية ومهاراته، وبالتالي ينتج الرياضي المثالي الكامل». تم تبني هذه الرياضة الجديدة بحماس مع مطالبها المتأصلة من الشجاعة والتنسيق واللياقة البدنية والانضباط الذاتي والمرونة في الظروف المتغيرة باستمرار. كان الملازم الأمريكي الشاب، الذي أصبح لاحقًا الجنرال الشهير في الحرب العالمية الثانية، جورج س. باتون، سيحتل المركز الخامس في أول مسابقة للخماسي الأولمبية الحديثة. مزيج المهارات البدنية والعقلية المطلوبة في الخماسي يعني أيضًا أن الرياضيين تمكنوا من التنافس في ما يصل إلى ثلاث أو أربع ألعاب أولمبية. هذا لأنه من المتوقع أن تنخفض أوقات الجري والسباحة مع تقدم العمر، وغالبًا ما تزداد الخبرة والمهارة في التخصصات الفنية. [بحاجة لمصدر]

### إدارة الخماسي الحديث
تم إدارة الخماسي الحديث مباشرة من قبل اللجنة الأولمبية الدولية حتى عام 1948، عندما تم تأسيس اتحاد الخماسي الحديث الدولي (UIPM) من قبل مجموعة انتخبت Tor Wibom كأول رئيس UIPM. تولى جوستاف ديرسن (بطل أولمبي 1920) من السويد زمام الأمور في عام 1949 مع عمل سفين ثوفيلت كأمين عام. خلف ثوفيلت ديرسن في عام 1960 وشغل منصب الرئيس لمدة 28 عامًا (عضو اللجنة الأولمبية الدولية 1970-1976). في عام 1960، تم إدخال البياتلون (التزلج الريفي على الثلج وإطلاق النار بالبندقية) في البرنامج الأولمبي. انضم بياثلون إلى الاتحاد في عام 1953، وأصبحت المنظمة فيما بعد الاتحاد الدولي للخماسيات الحديثة والبياتلون (UIPMB). في عام 1993، تم التوصل إلى اتفاق للاحتفاظ بهيئة شاملة يمكن بموجبها لـ UIPM واتحاد البياتلون الدولي (IBU) العمل بشكل مستقل. ومع ذلك، استمرت UIPMB في كونها المنظمة الدولية متعددة الرياضات الوحيدة المعترف بها من قبل IOC. حتى عام 1998، عمل رئيس الخماسي الحديث كرئيس للاتحاد خلال العامين السابقين لدورة الألعاب الأولمبية الصيفية، وكان رئيس البياتلون يتصرف على هذا النحو لمدة عامين قبل كل دورة من الألعاب الشتوية. بعد أن نضجت لتصبح منظمة قادرة على الاستمرار بمفردها، قررت IBU في 26 يونيو 1998، أن توجد بشكل مستقل. أصبح الانفصال عن UIPMB ساري المفعول في 20 أغسطس 1998، مما أدى إلى إنشاء اتحادين دوليين متميزين - UIPM و IBU ، وكلاهما معترف بهما من قبل IOC و GAISF.

## التطوير الرياضي

### بياثلي
تم تصميم بياثلي (Biathle) على أنها «رياضة للجميع»، وقد تم ممارستها لأكثر من 50 عامًا. من خلال بياثلي، أنشأ UIPM مسابقة تتكون من عنصرين أساسيين للخماسي الحديث ومعظم الرياضات التي تمارس في العالم - الجري والسباحة.
بياثلي لها جاذبية عالمية. التنظيم غير مكلف، ويسهل فهمه، ويمكن مشاهدته من مكان واحد، وتنظيمه عمليا في أي مكان في العالم في أي وقت من السنة. تبدأ مسابقة بياثلي ببداية مجموعة من المتسابقين الذين يكملون نصف مسافة الركض الإجمالية قبل الدخول إلى منطقة انتقال بطول 50 مترًا. ثم يغوص الرياضيون في الماء ويسبحون المسافة المطلوبة قبل الخروج من الماء، وارتداء أحذيتهم وتشغيل المحطة الثانية. أول شخص يعبر خط النهاية يفوز. تختلف مسافات السباق باختلاف الفئات العمرية المعنية. أقيمت أول بطولة عالمية في بياثلي في موناكو في عام 1999 وبدأت جولة بياثل العالمية في عام 2002 لتشمل ما يصل إلى ست مسابقات في مواقع مختلفة على مدار العام. تُمنح الميداليات للرياضيين الثلاثة الأوائل في كل فئة عمرية في كل من بطولة العالم والجولة العالمية.

### مدارس العالم بياثلون
في عام 2005، أطلقت UIPM مسابقة جديدة مرتبطة بنجاح بياثلي. يتكون الحدث من السباحة والجري. يتم إجراء نظام السباحة في حوض سباحة بطول 25 مترًا أو 50 مترًا ويفضل إجراء نظام الجري على مسار قياسي (على الرغم من أنه يمكن أيضًا تنفيذه على سطح مستوٍ إذا تم الحرص على أن تكون المسافات صحيحة). يتم إجراء السباحة أولاً ويتم الجري بالبداية الجماعية. النتيجة النهائية هي مجموع نقاط السباحة والجري. تتمثل أصالة بياثلون المدارس العالمية في أن المدارس تشارك في هذه المسابقة الدولية عن طريق إدخال نتائجها في قاعدة بيانات عالمية باستخدام موقع ويب UIPM (www.pentathlon.org) مباشرةً من موقعها. لذلك لا تتطلب هذه المسابقة أي تمويل للنقل أو السكن. يمكن عمل كل شيء «في المنزل» بواسطة مدرس أو مدرب التربية البدنية المسجل.

### الثلاثي (ترياتلي)
تمت الموافقة رسميًا على ترياثلي من قبل UIPM في نوفمبر 2012 كرياضة تطوير، وبالاقتران مع بياثلي، فهي جزء لا يتجزأ من تطوير UIPM الرياضي. من خلال ترياثلي، أنشأت UIPM منصة لتشجيع الأجيال الجديدة على ممارسة الخماسي الحديث بدءًا من التخصصات الأساسية للجري والسباحة والتقدم إلى التصوير بالليزر.
من السهل جدًا تنظيم ترياثلي، وقد أظهر الثلاثي الشاطئي، كما تم إجراؤه في بطولة العالم للترياثيلي الافتتاحية لعام 2013 في قبرص، كيف يمكن للرياضيين من جميع الأعمار أن يؤدوا في مسابقة يتم تقديمها بمعدات منخفضة التكلفة دون أي تكلفة إضافية. المشاركين.
يبدأ ترياثلي عادةً بمجموعة انطلاق للعدائين لأول 25 مترًا، تليها السلسلة الأولى من خمس طلقات بمسدس الليزر. بعد جولة الركض التالية، يقترب اللاعبون من المنطقة الانتقالية ويسبحون قبل الانتهاء بساق الجري النهائية. كالعادة، أول شخص يعبر خط النهاية سيعلن أنه الفائز. تختلف مسافات السباق باختلاف الفئات العمرية المعنية.
ظهر الثلاثي (ترياثلي) في جولة الجولة العالمية الحديثة للثالث الثلاثي، الشباب الآسيوي وألعاب الشاطئ الآسيوية.

## الأحداث الخمسة

### المبارزة
المبارزة عبارة عن سلسلة من المباريات بلمسة واحدة بسيوف épée. حدث المبارزة في الخماسي الحديث هو بطولة دوري، بلمسة واحدة تحدد كل مباراة. يقام حدث المبارزة عادة في ساحة داخلية على شرائط خاصة (ممرات) بطول 14 متر وعرض بين 1.5 متر و 2 متر. كل منافس لديه نوبة ضد كل منافس آخر. تستمر المباريات لمدة دقيقة واحدة، والفائز هو أول مبارز يسجل ضربة. إذا لم يسجل أي منهما نتيجة، يسجل كلا المتنافسين هزيمة، أو ضربة مزدوجة، لا تحسب. تُمنح عقوبات النقطة لمجموعة متنوعة من الانتهاكات بما في ذلك ضرب épée على أي شيء آخر غير الخصم للتسجيل في الضربة، أو عبور خط الحدود بكلتا القدمين أو لتجنب الضربة، واللعب الخطير وعندما يدير المبارز ظهره للخصم. سبعون بالمائة من المنافسات التي تم ربحها تعادل 1000 نقطة خماسية. كل فوز يسمى انتصار وكل خسارة هزيمة. كل انتصار فوق أو أقل من 70٪ يستحق قيمة نقطة محددة وهذا الرقم يتوافق مع عدد المنافسين:
- 22–23 نوبة تعطي +/- 40 نقطة
- 24-26 نوبة تعطي +/- 36 نقطة
- 27-29 نوبة تعطي +/- 32 نقطة
- 30 - 33 نوبة تعطي +/- 28 نقطة
- 34-39 نوبة تعطي +/- 24 نقطة

مثال: 36 مسابقة (عدد الرياضيين في المباراة النهائية) تعني 35 مباراة، 70٪ من 35 مباراة = 25 انتصارًا = 1000 نقطة، 23 انتصارًا تساوي 952 نقطة خماسية.

### السباحة
عادة ما يكون للرياضيين الخماسيين خلفية سباحة، والتي تعتبر الانضباط الخماسي الوحيد الذي لا يمكن تدريسه على مستوى أعلى في سن أكبر. لهذا السبب، تعتبر معايير السباحة الجيدة «شرطًا مسبقًا» للمشاركة في الخماسي الحديث. حدث السباحة هو سباق سباحة حرة يزيد طوله عن 200 متر للرجال والسيدات مع تصنيف الرياضيين في درجات الحرارة وفقًا لأفضل وقت شخصي لهم. الوقت 2:30 يكسب 1000 نقطة Pentathlon. كل 0.33 ثانية تساوي +/- 4 نقاط وبالتالي فإن قيمة كل ثانية سباحة تساوي 12 نقطة. مثال: الوقت 2: 32.66 دقيقة يتوافق مع 968 نقطة. يتم فرض أربعين نقطة عقوبة على البداية الخاطئة، أو عدم لمس الحائط في نهاية اللفة أو ترك المسبح بطريقة غير صحيحة كما هو منصوص عليه في القواعد.

### يركب
يتضمن حدث ركوب الخيل (قفز الحواجز للفروسية) المتضمن في مسابقة Modern Pentathlon القفز فوق عقبة تصل إلى 120 عقبة   سم في الارتفاع. يبلغ طول مسار العوائق ما بين 350-450 مترًا ويتضمن 12 عائقًا بمضاعفة واحدة وثلاثية واحدة، لعدد 15 قفزة. يتنافس الرياضيون على الخيول التي يوفرها المنظمون والتي يتم اختيارها من قرعة عشوائية. لأغراض الإحماء والتحضير، يُسمح للرياضيين بركوب الخيل المخصص لهم لمدة 20 دقيقة والحصول على ما يصل إلى 5 قفزات تجريبية في ساحة الإحماء المتوفرة. يتم منح الرياضيين الخماسيين 20 دقيقة لتفقد الدورة في أي وقت خلال برنامج المسابقة وفقًا لجدول المنظم. للرياضي مهلة زمنية محددة لإكمال الدورة، ويتم تحديد المهلة وفقًا لطولها. جولة واضحة في الوقت المسموح به (تتراوح بين دقيقة واحدة و 1.17 دقيقة) تمنح المتسابق 1200 نقطة خماسية. لكل خطأ، يفقد الراكب نقاطًا. أمثلة على العقوبات المعطاة هي 20 نقطة للضربة القاضية و 40 نقطة لكل رفض أو عصيان: لكن أي عصيان يؤدي إلى هدم عقبة يعطي خصم 60 نقطة. بعد رفضين للقفز، يجب على المتسابق محاولة القفز على العقبة التالية. سقوط الفارس من على الحصان أو إذا سقط كلاهما هو عقوبة 60 نقطة. بعد سقوط 2 سيتم إنهاء الركوب. في حالة إنهاء الركوب لكل عائق لم يقفز، يفقد المتسابق 100 نقطة. الحالات الأكثر شيوعًا لحالات إنهاء الركوب هي: المسار الخاطئ، السقوط الثاني، تجاوز الحد الزمني الذي يمثل ضعف الوقت المسموح به والتقاعد من المنافسة.
كل ثانية خلال المهلة الزمنية تعني خصم 4 نقاط. الحد الأقصى للوقت هو ضعف الوقت القياسي. إذا كان الراكب أبطأ من الوقت المسموح به، يتم إنهاء الركوب على الراكبين القفز على العقبات بالترتيب. يجب على راكبي الدراجات ارتداء معدات واقية للرأس وسترة ركوب، ويمكنهم استخدام السوط والتوتنهام: يحظر استخدام أغطية الخيول والومضات.

### الجري والرماية بما سمي بـ (الجري الليزري Laser Run)
في عام 2008، أصدر كونغرس UIPM اقتراحًا لتغيير شكل المنافسة للخماسي الحديث للجمع بين أنظمة التصوير والتشغيل. يُعرف هذا الآن باسم "Laser Run" وهو الحدث الأخير في مسابقة اليوم. في المنافسة الفردية للرجال والنساء في المستويات العليا، والناشئين والشباب A ، يبدأ الرياضيون مع بداية إعاقة، حوالي 25   m المدى، إلى ميدان الرماية حيث يُطلب منهم إصابة خمسة أهداف (الحد الزمني 50 ثانية) قبل بدء تشغيل مسافة 800 متر. يتكرر هذا ثلاث مرات أخرى ليصبح المجموع 20 هدفًا و 3200 هدفًا   م المدى. يتم منح ألفي (2000) نقطة خماسية لمدة 12.30 دقيقة. كل ثانية أسرع أو أبطأ من الوقت المحدد تساوي 4 نقاط.
يتم تضمين سباق الليزر أيضًا في مسابقات التتابع في فرق من 2 أو 3 لاعبين خماسيين. ومع ذلك، يختلف التنسيق قليلاً في أنه يتم تكرار سلسلتين فقط من الدورة (خمسة أهداف أسفل (الحد الزمني 50 «للشباب)؛ 800 متر تشغيل؛ خمسة أهداف أسفل (الحد الزمني 50» للشباب)؛ 800 متر تشغيل) كل من الخماسي. بالنسبة لفريق من ثلاثة رياضيين، يتم منح 2000 نقطة لمدة 25.00 دقيقة. كل ثانية أسرع أو أبطأ من الوقت المحدد تستحق +/- 4 نقاط. بالنسبة لفريق من اثنين من الرياضيين، يتم منح 2000 نقطة لمدة 17.00 دقيقة. كل ثانية أسرع أو أبطأ من الوقت المحدد تستحق +/- 4 نقاط.
خلال تشغيل الليزر، يتم إطلاق النار بمسدس ليزر آمن تمامًا وصديق للبيئة، يتم إطلاقه على هدف من مسافة 10   أمتار. مسابقة الرماية في أربع سلاسل؛ تتكون كل سلسلة من إصابة خمسة أهداف بعدد غير محدود من الطلقات في مدة أقصاها 50 ثانية على هدف ذي بعد 59.5   مم. إذا لم يتم إصابة هدف واحد أو أكثر بعد 50 «(أو لم يصل الرياضي إلى المنطقة الصالحة بخمس مرات)، يمكن للاعب الخماسي أن يبدأ في الركض دون التعرض للعقاب. فقط بعد إصابة خمسة أهداف باستخدام عدد غير محدود من الطلقات في المهلة الزمنية البالغة 50 بوصة، يمكن لللاعب الخماسي أن يبدأ من محطة الرماية لأداء المرحلة الأولى من الجري لمسافة 800 متر. بعد المرحلة الأولى، يعود الرياضيون الخماسيات إلى محطات الرماية الخاصة بهم، حيث يجب عليهم إعادة تعيين هدفهم (فقط اللاعب الخماسي مسموح له بإعادة ضبط هدفه) ثم بدء سلسلة الرماية الثانية التي تتكون من إصابة خمسة أهداف باستخدام عدد غير محدود من الطلقات ولكن في حدود 50». يكرر اللاعب الخماسي نفس الإجراء لسلسلة الرماية الثانية ومسار الجري الثاني 800   م. بعد سلسلة الرماية الرابعة، يؤدي الرياضيون الخماسيون المرحلة الرابعة والأخيرة من الجري لمسافة 800 متر حتى خط النهاية.
يستخدم الليزر أهدافًا إلكترونية تتكون من هدف واحد أسود واحد وخمسة مؤشرات مصابيح خضراء / حمراء.
يستخدم الليزر أهدافًا إلكترونية تتكون من هدف واحد أسود واحد وخمسة مؤشرات مصابيح خضراء / حمراء.

## قائمة الرؤساء
- غوستاف ديرسن (1948-1960)
- سفين ثوفيلت (1960-1988)
- إيغور نوفيكوف (1988-1992)
- كلاوس شورمان (1992 إلى الوقت الحاضر)

## رئيس الاتحاد الحالي
دكتور h.c. كلاوس شورمان
دكتور h.c. يشغل كلاوس شورمان منصب رئيس الاتحاد الدولي للخماسي الحديث (UIPM) منذ عام 1993. وشغل هذا المنصب بالاشتراك مع رئيس اتحاد البياتلون الدولي حتى عام 1998 عندما انفصلت الرياضتان إلى هيئات ذاتية الحكم.
في بداية حياته المهنية، د. تدرب شورمان كمدرس، مع التركيز على الفن والجغرافيا والرياضة. أدى اهتمامه بتطوير الرياضة إلى مشاركة الدكتور شورمان كعضو في وفود مختلفة إلى عدد من الوزارات في ولاية هيسن بما في ذلك: وزارة الثقافة في ولاية هيسن ووزارة الداخلية والرياضة ووزارة الاقتصاد. لا يزال حاليًا جزءًا من وفد وزارة الداخلية والرياضة في ولاية هيسن.
دكتور h.c. أظهر Schormann دائمًا مستوى عالٍ من الالتزام الطوعي بالرياضة حيث شارك منذ عام 1965 في أدوار مختلفة في Modern Pentathlon. أبرزها منصبه كرئيس للجمعية الألمانية للخماسي الحديث الذي شغله منذ عام 1984. وفي عام 2005، حصل الدكتور شورمان على درجة الدكتوراه الفخرية في علوم الرياضة من جامعة جوهانس غوتنبرغ ماينز بألمانيا وحصل على العديد من الجوائز والأوسمة في ألمانيا وتايبيه الصينية والصين وكازاخستان ولاتفيا وليتوانيا وموناكو تقديراً لخدماته الرياضية. في عام 2007، انضم أيضًا إلى المجلس التنفيذي للأكاديمية الأولمبية الألمانية.
دكتور h.c. نشر Schormann عددًا من المقالات والمساهمات المتعلقة بالخماسي الحديث والقضايا المتعلقة بالحركة الرياضية الأولمبية. كما أنه كان مساهمًا في دراسة ونشر «مسلمة كوبرتان حول وحدة الرياضة والفن وصدى ذلك لدى السياح الأولمبيين في سيدني - عواقب تطبيق أولمبي في عام 2012» من قبل الأستاذ الدكتور مانفريد ميسينجر والأستاذ. الدكتور نوربرت مولر.
ضمن الحركة الأولمبية الدولية، د. كان شورمان عضوًا ومنسقًا في مجموعات عمل اللجنة الأولمبية الدولية المعنية بالثقافة والتعليم الأولمبي منذ عام 1994. وفي عام 2008 أصبح أيضًا رئيس اللجنة الفرعية للجنة الأولمبية الدولية المعنية بالألعاب الأولمبية للشباب وعضوًا في مجموعة العمل المخصصة للأمور التعليمية المرتبطة لجان اللجنة الأولمبية الدولية للثقافة والتعليم الأولمبي والرياضة للجميع.
دكتور h.c. شورمان متزوج وله ولدان وحفيد واحد.(1)

## مقر الاتحاد الرئيسي الحالي
- مقر UIPM وفريق الموظفين

يقع المقر الرئيسي لـ UIPM ، الذي تديره الأمينة العامة السيدة شايني فانغ، في إمارة موناكو. المكتب موجود في موناكو منذ عام 1998. وقبل ذلك، كان مقر المكتب في الدنمارك والسويد. يتكون فريق UIPM من مجموعة من المهنيين الموجودين في المقر الرئيسي وفي أجزاء أخرى من العالم يعملون معًا لتنفيذ المهام اليومية لهذا الاتحاد.(2)

## تأريخ مفصل للعبة
- الألعاب الأولمبية اليونانية الخماسية

تم تقديم الخماسي (الذي يتكون من الجري بطول الملعب، والقفز، ورمي الرمح، ورمي القرص والمصارعة) لأول مرة في الأولمبياد الثامن عشر في عام 708 قبل الميلاد واحتلت مكانة ذات أهمية فريدة في الألعاب. كان يعتبر بمثابة الذروة، حيث تم تصنيف الفائز على أنه «فيكتور لودوروم».
- شارك مؤسس الألعاب الأولمبية الحديثة، البارون بيير دي كوبرتان، الإعجاب بالخماسي القديم، ومن عام 1909 حاول إعادة تقديم الحدث في البرنامج الأولمبي. جاءت لحظة البنتثلون بعد ذلك بعامين في الدورة الرابعة عشرة للجنة الأولمبية الدولية (IOC) في بودابست (HUN) عندما، كما قال البارون: «لقد أضاء الروح القدس للرياضة زملائي وقبلوا مسابقة أعلق عليها أهمية كبيرة»
- الخماسي الحديث

تم تقديم الخماسي الحديث في الأولمبياد الخامس في ستوكهولم (السويد) عام 1912، والذي يضم الرياضات المعاصرة للرماية بالمسدس، والمبارزة، والسباحة، وركوب الخيل والجري، والتي احتضنت روح نظيرتها القديمة.
- كان اعتقاد دي كوبرتان أن هذا الحدث، قبل كل شيء آخر، هو الذي «يختبر الصفات الأخلاقية للرجل بقدر موارده البدنية ومهاراته، وينتج بذلك الرياضي المثالي الكامل.»

تم تبني هذه الرياضة الجديدة بحماس مع مطالبها المتأصلة من الشجاعة والتنسيق واللياقة البدنية والانضباط الذاتي والمرونة في الظروف المتغيرة باستمرار. كان الملازم الأمريكي الشاب، الذي أصبح لاحقًا الجنرال الشهير في الحرب العالمية الثانية، جورج س. باتون، سيحتل المركز الخامس في أول مسابقة للخماسي الأولمبية الحديثة على الإطلاق.
مزيج المهارات البدنية والعقلية المطلوبة في الخماسي يعني أيضًا أن الرياضيين تمكنوا من التنافس في ما يصل إلى ثلاث أو أربع ألعاب أولمبية. هذا لأنه من المتوقع أن تنخفض أوقات الجري والسباحة مع تقدم العمر، وغالبًا ما تزداد الخبرة والمهارة في التخصصات الفنية. أقدم حاصل على ميدالية ذهبية أولمبية (في حدث الفريق) في الخماسي الحديث حتى الآن هو بافل ليدنيف (اتحاد الجمهوريات الاشتراكية السوفياتية السابق) الذي كان يبلغ من العمر 37 عامًا في ألعاب 1980 في موسكو. في الألعاب الأولمبية نفسها، كان الحاصل على الميدالية الذهبية (اتحاد الجمهوريات الاشتراكية السوفياتية السابق) أناتولي ستاروستين هو 20 عامًا.
- رياضة للقرن الحادي والعشرين اليوم، يتنافس كل من الرجال والنساء في جميع الأحداث الخمسة لخماسي الحديث في يوم واحد، وفي الأحداث الكبرى القادمة مثل دورة الألعاب الأولمبية في طوكيو 2020، سيتم عقد كل تخصص في ملعب واحد مما يسمح بتجربة متفرج كاملة. يعتمد نظام النقاط لكل حدث على أداء قياسي يكسب 1000 نقطة. يتم تحديد ترتيب البداية للحدث الأخير حسب الإعاقة الزمنية، مما يعني أن الفائز في المسابقة هو أول رياضي يعبر خط النهاية. تم تقديم الحدث المشترك، الذي يتم تشغيله وإطلاقه كواحد، باعتباره الذروة في عام 2009 وتم إطلاق التصوير بالليزر كبديل لإطلاق النار بالمسدس الهوائي على مدار العامين التاليين. تنظم UIPM الآن بطولة العالم السنوية للرياضيين الكبار والصغار والشباب ، بالإضافة إلى سلسلة كأس العالم التي تتكون من أربعة أحداث تتوج بنهائي كأس العالم. بصرف النظر عن مفهوم الملعب الواحد ، تشمل الابتكارات الأخرى جولة مكافأة المبارزة ، وأصبحت Modern Pentathlon كمشهد للجمهور مختلفًا تمامًا عما كان عليه في يوم كوبرتان. ومع ذلك ، فإن مبادئ وقيم وطبيعة التحدي الرياضي لم تتغير.(3)

## مائة عام من التطور للعبة
- 1912

أصبحت لعبة Pentathlon الحديثة رياضة أولمبية في الأولمبياد الخامس في ستوكهولم (SWE) وتنتشر الرياضات الخمس على مدار خمسة أيام ، وهو تنسيق يستمر حتى عام 1996 باستثناء ثلاث ألعاب (1920 و 1984 و 1992) حيث يتم تنسيق أربعة أيام. يستخدم. السويد هي القوة المهيمنة في السنوات الأولى ، حتى أصبحت المجر قوية في الستينيات ثم أصبحت تدريجيًا أكثر انفتاحًا في جميع أنحاء العالم.
- 1936

أصبح تشارلز ليونارد (الولايات المتحدة الأمريكية) أول لاعب خماسي حديث في الألعاب الأولمبية يحقق درجة تسديد مثالية قدرها 200.
- 1948

تم تأسيس UIPM من قبل Sven Thofelt (SWE) الذي شغل منصب الرئيس حتى عام 1971. في نفس العام ، أقيمت بطولة العالم UIPM الافتتاحية ، مع ستوكهولم مرة أخرى المكان التاريخي الأول.
- 1956

تم تقديم نظام تسجيل جديد ، حيث يتم تخصيص إجمالي النقاط لكل أداء ويتم تجميع النتائج الإجمالية لتحديد مراكز الإنهاء.
- 1977

لأول مرة في بطولة العالم UIPM ، يتم قبول النساء ، وإن كان ذلك على أساس تجريبي فقط.
- 1981

تقام أولى بطولات العالم للسيدات UIPM في لندن ، منفصلة عن حدث الرجال الذي يقام في بولندا.
- 1984

يتم ضغط الخماسي الأوليمبي الحديث في أربعة أيام ، ومن المقرر أن يتم إطلاق النار قبل خمس ساعات من حدث الجري النهائي. أيضًا ، يتم تحديد مراكز البداية في السباق من خلال الإعاقة وفقًا للأداء في الأحداث الأربعة الأولى. لأول مرة ، المنافس الأول عبر خط النهاية هو البطل.
- 1989

تقدم بطولة العالم للرجال حدث التتابع ، الذي تم تبنيه لمدة عامين في بطولة العالم للسيدات.
- 1992

غيرت دورة الألعاب الأولمبية في برشلونة الشكل لتنتهي بسباق الفروسية ، وهو أمر لم نشهده في الألعاب منذ عام 1928. وكانت النتيجة مثيرة ، حيث فقد الروسي إدوارد زينوفكا (روسيا) تقدمه أمام أركاديوسز سكريباسزيك (بولندا) بعد سقوطه مرتين ، لكن لم تتكرر التجربة في الألعاب الأولمبية اللاحقة.
- 1993

دكتور h.c. أصبح كلاوس شورمان (ألمانيا) رئيسًا لاتحاد UIPM ، وهو منصب يشغله حتى يومنا هذا.
- 1994

يخضع إطلاق النار لتغيير كبير في بطولة العالم UIPM في شيفيلد (GBR)، حيث تتغير الأسلحة ويتم استبدال الأهداف المتحركة التي يبلغ طولها 25 مترًا ب 10 ملايين هدف ثابت.
- 1996

تم تقديم تنسيق اليوم الواحد في الألعاب الأولمبية في أتلانتا (الولايات المتحدة الأمريكية) وأثبت نجاحه الكبير. توقف حدث الفريق.
- 1997

بعد مرور ستة عشر عامًا على تقديمها ، لم تعد بطولة العالم للسيدات UIPM من الوجود ويتضافر الرجال والنساء لإنشاء بطولة عالمية واحدة.
- 2000

تلحق الألعاب الأولمبية بإدماج النساء في سيدني (AUS) لإشادة كبيرة. تم تحديد سباق السباحة الحرة على مسافة 200 متر ، وتم تبديل مسافة الجري من 4000 إلى 3000 متر.
- 2009

تم تقديم الحدث المشترك للرماية والركض ، وهناك تغيير آخر في تنسيق التصوير حيث يقوم المتنافسون الآن بتشغيل ثلاث لفات 1000 متر ، كل منها مُسبق بضرب خمسة أهداف.
- 2010

تم تجريب إطلاق مسدس الليزر في الألعاب الأولمبية الأولى للشباب في سنغافورة ، وتمت إضافة التتابع المختلط إلى بطولة العالم UIPM.
- 2011

أصبحت كأس العالم UIPM أول مسابقة دولية كبرى تحتضن مسدسات الليزر ، ومرة أخرى ، تم الترحيب بالتحسن.
- 2012

تحتفل Modern Pentathlon بالذكرى المئوية لتأسيسها كرياضة أولمبية. صرح الدكتور كلاوس شورمان ، رئيس الاتحاد الدولي للموسيقيين (UIPM): «إن الاتحاد الدولي للملكية الفكرية فخور وسعداء لأننا استطعنا إنهاء عمليتنا لتحديث رياضتنا في عام 2012، وهو ذكرى مرور 100 عام على مشاركتنا في الألعاب الأولمبية».
- 2013

يقترح UIPM مفهومًا جديدًا ثوريًا للرياضة والذي من شأنه أن يشهد جميع الأحداث الخمسة التي تقام في نفس الملعب. في 11 فبراير ، في لوزان ، أعلنت اللجنة الأولمبية الدولية أن الخماسي الحديث قد احتفظ بمكانته كواحد من 25 رياضة أساسية في البرنامج الأولمبي حتى عام 2020. الحدث المشترك يتبنى تنسيقًا جديدًا من 4 × 800 م لفة ، كل منها مقدمًا بالتصوير بالليزر في خمسة أهداف في مدة أقصاها 50 ثانية.
- 2014

تمت الموافقة على جولة مكافأة المبارزة في الكونجرس UIPM ومن المقرر تقديمها في عام 2015. يوفر الشكل الجديد لجميع الرياضيين فرصة لكسب نقاط إضافية لزيادة درجاتهم ، وتتم جميع الإجراءات على ممر رائع. ينضم UIPM إلى عائلة الألعاب الأولمبية الدولية للمعاقين والأسرة الرياضية الجامعية من خلال الانضمام إلى IPC و FISU على التوالي.
- 2015

تقام أولى بطولات UIPM Laser Run العالمية في مدينة بربينيان (FRA). يسمح المفهوم الجديد البسيط للجري / الرماية كرياضة قائمة بذاتها للمدن باستضافة أحداث UIPM بالإضافة إلى الملاعب الريفية والاستادات ، كما أنها توفر طريقاً جديداً في الرياضة للرياضيين من الدول النامية في جميع أنحاء العالم.(4)

## مسابقات الخماسي الحديث

### الألعاب الأولمبية
من عام 1912 إلى عام 1980، أقيمت مسابقة الألعاب الأولمبية الخماسية الحديثة على مدار خمسة أيام بواقع حدث واحد في اليوم. بين عامي 1984 و 1992، أقيمت المسابقة على مدى أربعة أيام مع الجري والرماية أو السباحة والرماية في نفس اليوم. بالنسبة لدورة الألعاب الأولمبية بأتلانتا عام 1996، كانت المسابقة عبارة عن حدث ليوم واحد شارك فيه 32 رجلاً تأهلوا عبر مسابقات ما قبل الأولمبية. في عام 1998، حصل الاتحاد الدولي للملكية الفكرية (UIPM) على الموافقة على مشاركة النساء في دورة الألعاب الأولمبية في سيدني 2000، وهكذا تنافس 24 رجلاً و 24 امرأة في منافسة فردية ولأول مرة في التاريخ ، تم بيع أماكن الخماسي بنسبة 96٪. بعد ذلك ، حصل الاتحاد الدولي للملكية الفكرية (UIPM) على زيادة في الحصة وفي أثينا عام 2004، تنافس 32 رجلاً و 32 امرأة وتم بيع كلتا المسابقتين بنسبة 100٪. بعد هذا النجاح ، تلقى UIPM في فبراير 2006 زيادة أخرى في الحصة من المجلس التنفيذي للجنة الأولمبية الدولية - في أولمبياد بكين 2008، شارك 36 رجلاً و 36 امرأة في حدث الخماسي الأولمبي الحديث. كما تم تأكيد نفس الحصة لدورة الألعاب الأولمبية لندن 2012.

### بطولات العالم
تُقام بطولات العالم للكبار والصغار وتحت 19 عامًا (المعروفة سابقًا باسم الشباب أ) سنويًا ، حيث يتنافس الرياضيون من الذكور والإناث في الأحداث الفردية والجماعية والتتابع. اعتبارًا من عام 2018، سيتم تغيير اسم بطولة العالم للكبار إلى بطولة UIPM Pentathlon العالمية . فئة الصغار مخصصة للرياضيين الخماسيين الذين تتراوح أعمارهم بين 23 عامًا وأقل ، في حين أن بطولة العالم لأقل من 19 عامًا هي الوحيدة التي تتبنى تنسيق التتراثلون ، حيث يتم حذف الركوب. يتنافس الرياضيون في مجموعات التأهل للحصول على حق المشاركة في النهائي ، والتي يمكن أن تضم ما يصل إلى 36 رياضيًا. تُمنح الميداليات الفردية والجوائز المالية بالإضافة إلى ميداليات الفريق التي يتم تحديدها عن طريق إضافة أفضل ثلاث نقاط لأعضاء الفريق الفرديين معًا. يشارك في أحداث التتابع رياضيان يتنافسان بدورهما في مختلف التخصصات. تم تضمين تتابع مختلط منذ عام 2009 في جميع بطولات العالم وكأس العالم ، ويمنح التتابع المختلط للألعاب الأولمبية للشباب فرصة فريدة للرياضيين من مختلف البلدان للتنافس على الميداليات في انسجام تام.

### كأس العالم الخماسي
تم تنظيم سلسلة كأس العالم لكل من الرجال والنساء منذ عام 1990. في كل عام ، يتم تنظيم ما بين 4 و 6 مسابقات لكأس العالم ونهائي كأس العالم ، وتسمى الحزمة بأكملها كأس العالم ، والتي أعيدت تسميتها في عام 2018 باسم كأس العالم UIPM Pentathlon. يتأهل أفضل 36 رياضيًا لنهائي كأس العالم من خلال جدول الدوري الذي تم إنشاؤه من أفضل ثلاث نتائج لهم في بطولات كأس العالم. أموال الجائزة متاحة أيضًا.

### البطولات القارية
يتم تنظيم البطولات القارية من قبل اتحادات اتحاد UIPM: إفريقيا وآسيا وأوروبا وأوقيانوسيا وأمريكا الجنوبية و NORCECA (أمريكا الشمالية وأمريكا الوسطى ومنطقة البحر الكاريبي).

## قوانين وقواعد وتعليمات وانظمة الاتحاد
متاحة كليا باللغة الإنكليزية بالموقع الرسمي للاتحاد على الرابط :
- https://www.uipmworld.org/uipm-rules-and-regulations

## التصنيف العالمي للاعبي الخماسي الحديث
على الموقع الرسمي للاتحاد على الرابط ادناه :
- https://www.uipmworld.org/world-ranking/modern-pentathlon/men-senior-pentathlon-world-ranking-7

## الرياضيين
انظر الفئة: الرياضيون الخماسي الحديث حسب الجنسية

### الخماسي الأولمبي
شاهد التصنيف: الرياضيون الخماسيون الأولمبيون

## الهوامش
- (1) نقلا عن ترجمة سيرته الذاتية بالموقع الرسمي للاتحاد
- https://www.uipmworld.org/president
- (2) نقلا عن ترجمة بالموقع الرسمي للاتحاد
- https://www.uipmworld.org/uipm-headquarters-and-staff-team
- (3) نقلا عن ترجمة بالموقع الرسمي للاتحاد
- https://www.uipmworld.org/history
- (4) نفس المرجع والرابط اعلاه بالهامش رقم (3)

## روابط خارجية
- الموقع الرسمي
- UIPMtv.org / البث المباشر لأحداث كأس العالم